# Cephalotes membranaceus
Cephalotes membranaceus é uma espécie de inseto do gênero Cephalotes, pertencente à família Formicidae.